# 鬼故事 (杂志)
《鬼故事》（英語：Ghost Stories）是1926至1932年共出版64期的美国纸浆杂志，是首本纯奇幻神秘杂志《诡丽幻谭》的早期竞争者。《鬼故事》是《真实故事》和《真实侦探故事》的姐妹杂志，内容几乎全是鬼故事，许多都是由杂志社作家职员创作，只是改署化名。文章语气类似真人讲述，并配上假照片增强真实感。
《鬼故事》既有原创文章，也有转载作品，原创作者包括罗伯特·欧文·霍华德、卡尔·理查德·雅各比和弗兰克·贝尔纳普·隆。转载作品包括阿加莎·克里斯蒂的《最后降神会》（标题改为《偷鬼的女人》）、查尔斯·狄更斯的《信号者》，以及H·G·威尔斯的多部作品。杂志起初颇为热卖，之后读者逐渐流失，于1930年转让给出版商哈罗德·赫尔西。赫尔西同样无法扭转局面，《鬼故事》最终于1932年初停刊。

## 出版史和内容

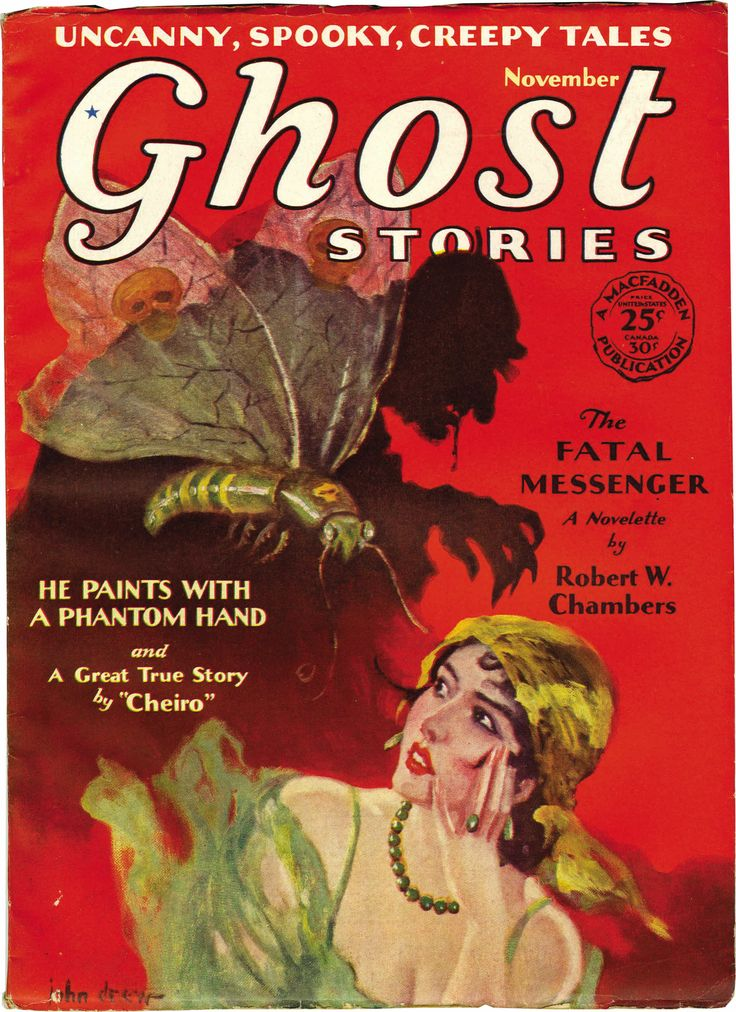
1929年11月杂志封面

早在19世纪，流行杂志就开始刊登奇幻和神秘文学作品，但直到1923年才有专门刊登这两类文章的杂志《诡丽幻谭》面世。《鬼故事》是《诡丽幻谭》的早期竞争者，于1926年7月经伯纳尔·麦克法登（Bernarr Macfadden）推出。《真实故事》（True Story）也是麦克法登出版的杂志，文章基本是第一人称讲述的“真情告白”风格。《鬼故事》采用同样套路，大部分作品都是杂志社作家职员创作，但改署化名，内容一样是第一人称自述。杂志起初采用大尺寸铜版纸印刷，良好的纸张质量可以刊登清晰图片，许多文章都配有假照片，看起来似乎就是文中的主要角色。1928年7月，杂志改用廉价纸浆纸，配图也随之改为线条画。《鬼故事》偶尔会刊登外聘作家的作品，如罗伯特·欧文·霍华德化名约翰·塔弗雷尔（John Taverel）创作的《拳击场中的幻影》（The Apparition in the Prize Ring）。其他作家包括弗兰克·贝尔纳普·隆（Frank Belknap Long）、休·巴尼特·凯夫（Hugh B. Cave）、维克多·卢梭（Victor Rousseau）、斯图尔特·帕尔默（Stuart Palmer）和罗伯特·斯内登（Robert W. Sneddon），但因杂志题材限制，作品质量参差不齐。卡尔·理查德·雅各比（Carl Richard Jacobi）出版的第一篇小说《闹鬼的戒指》（The Haunted Ring）就登在最后一期《鬼故事》上。
除原创文章外，《鬼故事》也刊登不少转载作品，如维多利亚时代鬼怪名作、查尔斯·狄更斯的《信号者》，奥利芬特夫人（Mrs. Oliphant）的《打开的门》。1926年11月杂志刊登阿加莎·克里斯蒂的《最后降神会》（The Last Seance），但标题改为《偷鬼的女人》（The Woman Who Stole a Ghost）。H·G·威尔斯有六篇文章登上杂志，其中既有《红房间》（The Red Room）这样纯粹的鬼故事，也有《波洛克与波罗人》（Pollock and the Porroh Man）这类不完全迎合《鬼故事》读者的作品。杂志还登有阿瑟·柯南·道尔的两部短篇，分别是1930年3月刊登的纪实作品《胡迪尼最后的逃亡》（Houdini's Last Escape），以及1931年4月登载的《极星队长》（The Captain of the Polestar）。
英国《君主杂志》（The Sovereign Magazine）和《神秘故事杂志》（Mystery-Story Magazine）出版商沃尔特·哈钦森（Walter Hutchinson）同麦克法登达成协议，双方交换刊载合适的文章，所以许多作品都曾出现在两人的杂志上。
《鬼故事》起初颇为热销，但不久就开始流失读者。1930年3月，哈罗德·赫尔西（Harold Hersey）买下杂志并担任主编，但依然无力回天。1931年下半月，杂志改为双月刊，但仅坚持三期便停刊，最后一期的标示发行时间是1931年12月至1932年1月。

## 书目详细信息
| | 一月 | 二月 | 三月 | 四月 | 五月 | 六月 | 七月 | 八月 | 九月 | 十月 | 十一月 | 十二月 |
| 1926 |      |      |      |      |      |      | 1/1  | 1/2  | 1/3  | 1/4  | 1/5    | 1/6    |
| 1927 | 2/1  | 2/2  | 2/3  | 2/4  | 2/5  | 2/6  | 3/1  | 3/2  | 3/3  | 3/4  | 3/5    | 3/6    |
| 1928 | 4/1  | 4/2  | 4/3  | 4/4  | 4/5  | 4/6  | 5/1  | 5/2  | 5/3  | 5/4  | 5/5    | 5/6    |
| 1929 | 6/1  | 6/2  | 6/3  | 6/4  | 6/5  | 6/6  | 7/1  | 7/2  | 7/3  | 7/4  | 7/5    | 7/6    |
| 1930 | 8/1  | 8/2  | 8/3  | 8/4  | 8/5  | 8/6  | 9/1  | 9/2  | 9/3  | 9/4  | 9/5    | 9/6    |
| 1931 | 10/1 | 10/2 | 10/3 | 10/4 | 10/5 | 10/6 | 11/1 | 11/2 | 11/2 | 11/3 | 11/3   | 11/4   |
| 1932 | 11/4 |      |      |      |      |      |      |      |      |      |        |        |
| 《鬼故事》出版详细信息，表格最左侧是年份，上方是月份，其他数字代表“卷号/期数”，主编信息无法确定， 所以未在表格中显示，最后一期（第11卷第四期）标示的发行时间是1931年12月至1932年1月，所以占据两行。 |      |      |      |      |      |      |      |      |      |      |        |        |

《鬼故事》起初由伯纳尔·麦克法登位于新泽西州密德萨克斯县达内林（Dunellen）的建设出版公司（Constructive Publishing Co.）发行至1930年3月刊，再经曾主编《惊悚之书》（The Thrill Book）的哈罗德·赫尔西接手，纽约好故事杂志公司（Good Story Magazine Co.）出版。麦克法登主控期间，建设出版公司的编辑部主任是富尔顿·欧斯勒（Fulton Oursler），他的助理哈里·凯勒（Harry A. Keller）、·阿道夫·罗伯茨（W. Adolphe Roberts）、乔治·邦德（George Bond）、丹尼尔·惠勒（Daniel Wheeler）和亚瑟·霍兰德（Arthur B. Howland）每人先后主编《鬼故事》近一年，但具体交接日期已不可考。赫尔西接手时，他的助理编辑是斯图尔特·帕尔默（Stuart Palmer）。

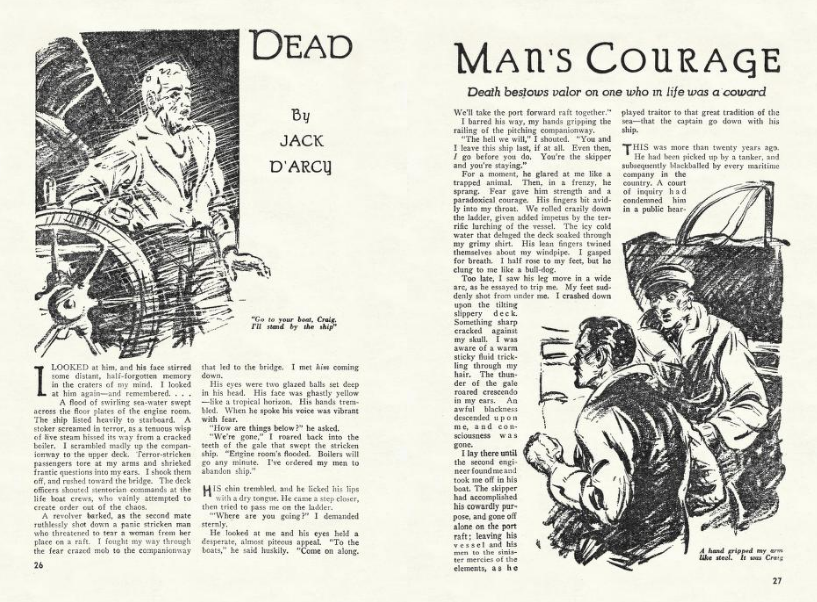
1930年10月杂志的第26和27页，刊登的文章是《死人的勇气》。

杂志起初采用大尺寸铜版纸印刷，1928年7月起改用廉价纸浆纸，此后纸张质量一直不变，只有1929年4月至12月共八期的规格加大。《鬼故事》共出版64期，前十卷均为六期，最后一卷只有四期。杂志价格始终是25美分，但起初采用铜版纸时只有96页，改为纸浆纸后增至128页。
没有任何文集丛书完全采用《鬼故事》的作品，但有两本杂志例外，分别是《真实暮色传说》（True Twilight Tales）和《获奖鬼故事》（Prize Ghost Stories），均由联赛出版社（League Publications）发行，文章版权属麦克法登-巴特尔公司所有，联赛出版社是其子公司。《获奖鬼故事》仅1963年发行一期，《真实暮色传说》共两期，分别是1963年秋季刊和1964年春季期。两本均属加大规格纸浆杂志，共96页，定价50美分。首期《真实暮色传说》的主编海伦·加德纳（Helen Gardiner）很可能也是《获奖鬼故事》主编，第二期主编改为约翰·威廉姆斯（John M. Williams）。两本杂志可能还曾发行更多期数，但均无期号。

## 脚注
1. 1 2  Weinberg (1985), pp. 626–628.
2. 1 2 3 4 5  Ashley (1997), p. 406.
3. 1 2 3 4 5 6  Ashley (1985a), pp. 315–317.
4. ↑  Hersey (1937), p. 190.
5. ↑  Ashley (1985b), pp. 482–483.
6. ↑  Ashley (1985c), pp. 678–679.